# Paris-Nice 1991
Paris-Nice 1991 est la 49e édition de Paris-Nice. La course cycliste s’est déroulée du  10 au 17 mars 1991. La course est remportée par le Suisse Tony Rominger de l'équipe Toshiba devant ses coéquipiers Laurent Jalabert et Martial Gayant.

## Participants
Sur cette édition de Paris-Nice 134 coureurs participent divisés en 15 équipes : Toshiba, PDM-Concorde, Castorama-Raleigh, Motorola, Lotto-Super Club, Z, R.M.O., Chateau d'Ax-Gatorade, Ariostea, TVM-Sanyo, Seur-Otero, Amaya Seguros, Tonton Tapis-GB, Histor-Sigma et Helvetia-Suisse. L’épreuve est terminée par 87 coureurs.

## Étapes
| Étapes    | Date    | Villes étapes                 | Km     | Vainqueur d'étape              | Leader du classement général   |
| --------- | ------- | ----------------------------- | ------ | ------------------------------ | ------------------------------ |
| Prologue  | 10 mars | Fontenay-sous-Bois (clm)      | 6,5 km | Thierry Marie et Tony Rominger | Thierry Marie et Tony Rominger |
| 1re étape | 11 mars | Nevers - Nevers (clm/éq)      | 47 km  | Toshiba                        | Tony Rominger                  |
| 2e étape  | 12 mars | Cusset - Saint-Étienne        | 157 km | Andreas Kappes                 | Tony Rominger                  |
| 3e étape  | 13 mars | Saint-Étienne - Dieulefit     | 167 km | Viktor Klimov                  | Tony Rominger                  |
| 4e étape  | 14 mars | Dieulefit - Marseille         | 179 km | Jean-Paul van Poppel           | Pascal Lance                   |
| 5e étape  | 15 mars | Marseille - Mont Faron        | 164 km | Tony Rominger                  | Tony Rominger                  |
| 6e étape  | 16 mars | Toulon - Mandelieu-la-Napoule | 178 km | Uwe Ampler                     | Tony Rominger                  |
| 7e étape  | 17 mars | Nice - Col d'Èze (clm)        | 12 km  | Tony Rominger                  | Tony Rominger                  |

### Prologue
10-03-1991. Fontenay-sous-Bois, 6,5 km (clm).
Rominger et Marie réalise le même temps. Les deux coureurs sont désignés vainqueur d'étape et ils portent tous les deux le lendemain le maillot blanc de leader.
|   | Cycliste          | Équipe            | Temps      |
| - | ----------------- | ----------------- | ---------- |
| 1 | Thierry Marie     | Castorama-Raleigh | 8 min 29 s |
| 1 | Tony Rominger     | Toshiba           | m.t.       |
| 3 | Christian Chaubet | Toshiba           | + 4 s      |

### 1reétape
11-03-1991. Nevers-Nevers, 47 km (clm/éq)
|   | Équipe            | Temps        |
| - | ----------------- | ------------ |
| 1 | Toshiba           | 57 min 21 s  |
| 2 | PDM-Concorde      | + 56 s       |
| 3 | Castorama-Raleigh | + 1 min 07 s |

### 2eétape
12-03-1991. Cusset-Saint-Étienne 157 km.
|   | Cycliste             | Équipe       | Temps           |
| - | -------------------- | ------------ | --------------- |
| 1 | Andreas Kappes       | Histor-Sigma | 4 h 18 min 24 s |
| 2 | Michel Vermote       | R.M.O.       | m.t.            |
| 3 | Jean-Paul van Poppel | PDM-Concorde | m.t.            |

### 3eétape
13-03-1991. Saint-Étienne-Dieulefit 167 km.
|   | Cycliste         | Équipe                | Temps           |
| - | ---------------- | --------------------- | --------------- |
| 1 | Viktor Klimov    | Seur-Otero            | 4 h 23 min 34 s |
| 2 | Rob Harmeling    | TVM-Sanyo             | + 6 s           |
| 3 | Giovanni Fidanza | Chateau d'Ax-Gatorade | + 22 s          |

### 4eétape
14-03-1991. Dieulefit-Marseille, 223 km.
|   | Cycliste             | Équipe       | Temps           |
| - | -------------------- | ------------ | --------------- |
| 1 | Jean-Paul van Poppel | PDM-Concorde | 5 h 25 min 33 s |
| 2 | Christophe Capelle   | Z            | m.t.            |
| 3 | Wilfried Peeters     | Histor-Sigma | m.t.            |

### 5eétape
15-03-1991. Marseille-Mont Faron, 164 km.
Le leader Pascal Lance abandonne sur chute.
Francis Moreau est expulsé de la course pour avoir enlevé son casque durant l'ascension du Mont Faron.
|   | Cycliste         | Équipe        | Temps           |
| - | ---------------- | ------------- | --------------- |
| 1 | Tony Rominger    | Toshiba       | 4 h 09 min 14 s |
| 2 | Roland Le Clerc  | Amaya Seguros | + 23 s          |
| 3 | Laudelino Cubino | Amaya Seguros | m.t.            |

### 6eétape
16-03-1991. Toulon-Mandelieu-la-Napoule, 183 km.
Le départ est retardé d'une demi-heure, car les coureurs et l'organisation discutent de l'expulsion de la veille de Francis Moreau. Finalement, ils prennent le départ de l'étape, « tête nue » et avec Moreau.
|   | Cycliste           | Équipe           | Temps           |
| - | ------------------ | ---------------- | --------------- |
| 1 | Uwe Ampler         | Histor-Sigma     | 4 h 21 min 34 s |
| 2 | Éric Caritoux      | R.M.O.           | + 3 s           |
| 3 | Claude Criquielion | Lotto-Super Club | m.t.            |

### 7eétape
17-03-1991. Nice-Col d'Èze, 12 km (clm).
|   | Cycliste        | Équipe          | Temps       |
| - | --------------- | --------------- | ----------- |
| 1 | Tony Rominger   | Toshiba         | 23 min 53 s |
| 2 | Stephen Roche   | Tonton Tapis-GB | + 1 s       |
| 3 | Andrew Hampsten | Motorola        | + 12 s      |

## Classements finals

### Classement général
|    | Cycliste           | Équipe            | Temps            |
| -- | ------------------ | ----------------- | ---------------- |
| 1  | Tony Rominger      | Toshiba           | 24 h 09 min 19 s |
| 2  | Laurent Jalabert   | Toshiba           | + 1 min 55 s     |
| 3  | Martial Gayant     | Toshiba           | + 2 min 27 s     |
| 4  | Stephen Roche      | Tonton Tapis-GB   | + 2 min 39 s     |
| 5  | Andrew Hampsten    | Motorola          | + 2 min 41 s     |
| 6  | Jérôme Simon       | Z                 | + 2 min 53 s     |
| 7  | Claude Criquielion | Lotto-Super Club  | + 3 min 16 s     |
| 8  | Éric Caritoux      | R.M.O.            | + 3 min 20 s     |
| 9  | Atle Kvålsvoll     | Z                 | + 3 min 49 s     |
| 10 | Laurent Fignon     | Castorama-Raleigh | + 4 min 16 s     |